# International Waterski & Wakeboard Federation
La International Waterski & Wakeboard Federation (IWWF) è la federazione sportiva internazionale, riconosciuta dal CIO che governa gli sport dello sci nautico e del wakeboard.